# 1998年11月逝世人物列表
1998年逝世人物列表：1月 - 2月 - 3月 - 4月 - 5月 - 6月 - 7月 - 8月 - 9月 - 10月 - 11月 - 12月
1998年11月逝世人物列表，是用於匯總1998年11月期間逝世人物的列表。

## 依日期排序

### 1日
- 奧古斯托·馬格裡，75歲，義大利足球運動員。
- Kunitaka Sueoka，81歲，日本足球運動員。
- 諾伯特·沃爾海姆，85歲，德裔美國大屠殺倖存者。[1]
- 斯坦尼斯拉夫·朱克，63歲，俄羅斯奧運滑冰運動員和教練，心臟病發作而死。[2]

### 2日
- 珍妮特·阿諾德，66歲，英國服裝歷史學家，服裝設計師和淋巴瘤作家。[3]
- 斯韋雷·布羅達爾，89歲，挪威北歐滑雪運動員和奧運獎牌得主。[4]
- 白嘉時，88歲，前香港輔政司。
- 弗雷德·弗里爾，82歲，澳大利亞板球運動員。
- 亨利·霍頓，75歲，英國運動員。
- 羅爾夫·赫斯伯格，90歲，瑞典電影導演、編劇和演員。
- Jovelina Pérola Negra，54歲，巴西桑巴舞歌手和詞曲作者，心臟病發作而死。
- Elmo Plaskett，60歲，美屬維爾京群島棒球運動員。[5]
- 文森特·溫特，50歲，蘇格蘭兒童電影演員，心臟病發作而死。[6]

### 3日
- 雷·佈雷姆瑟（Ray Bremser），64歲，美國詩人。[7]
- 赫爾穆特·約翰森（Helmuth Johannsen），78歲，德國足球運動員和經理。[8]
- 鲍勃·凯恩（Bob Kane），83歲，美國漫畫作家（蝙蝠俠）。[9]
- 約翰·坎貝爾·梅雷特（John Campbell Merrett），89歲，加拿大建築師。[10]
- P. L. Narayana，63歲，印度電影演員和劇作家。
- 瑪莎·奧德里斯科爾（Martha O'Driscoll），76歲，美國電影女演員。[11]
- 奧里亞諾·奎利奇（Oriano Quilici），68歲，義大利天主教會主教。
- 尼娜·尤什凱維奇（Nina Youshkevitch），77歲，法俄芭蕾舞演員和教師。[12]

### 4日
- Jean de Heinzelin de Braucourt，78歲，比利時地質學家。[13]
- Marion Donovan，81歲，美國發明家和企業家。[14]
- 拉爾斯·恩斯特（Lars Ernster），78歲，瑞典生物化學家，諾貝爾基金會董事會成員。
- 喬伊斯·盧蘇（Joyce Lussu），86歲，義大利作家，二戰期間的遊擊隊員。[15]
- 吉米·麥基（Jimmy McGee），75歲，愛爾蘭籃球運動員和音樂家。
- 豪爾赫·韋赫貝（Jorge Wehbe），78歲，阿根廷律師和經濟學家，經濟部長。

### 5日
- Garlin Murl Conner，79歲，第二次世界大戰期間的美國陸軍軍官和榮譽勳章獲得者。[16]
- 河内桃子，66歲，日本女演員（哥斯拉），死於癌症。[17]
- 龍樹君，87歲，印度詩人。
- 傑克·斯圖爾特，86歲，澳大利亞農民和政治家。

### 6日
- 穆罕默德·塔基·阿卜杜勒-卡里姆，科摩羅總統。
- 赫爾默·埃雷拉·布伊特拉戈，47歲，哥倫比亞毒梟和卡利卡特爾成員，被槍殺。[18]
- 傑克·哈特曼，73歲，美國橄欖球運動員和籃球教練。[19]
- 波波·路易斯，72歲，美國喜劇女演員，死於癌症。[20]
- Sky Low Low，70歲，加拿大侏儒摔跤手，心臟病發作而死。[21]
- Niklas Luhmann，70歲，德國社會學家和社會科學哲學家。[22]
- 沃爾夫岡·施特雷澤曼，94歲，德國法學家、樂團團長、指揮家和作曲家。[23]
- 伊斯特萬·斯茲茨，86歲，匈牙利編劇和電影導演。
- 斯坦·賴特，77歲，美國田徑教練。[24]

### 7日
- Jitendra Abhisheki，69歲，印度歌手，作曲家和音樂學者。
- 倫納德·德保羅，83歲，美國作曲家和合唱指揮。[25]
- 阿格諾爾·法布里，87歲，義大利雕塑家和畫家。
- 玛格丽特·高英（Margaret Gowing），77歲，英國歷史學家，阿爾茨海默病。[26]
- 亨特男爵約翰·亨特，88歲，英國陸軍軍官。[27]
- 弗拉基米尔·马茨凯维奇，88歲，蘇聯官員和大使。
- Börje Mellvig，86歲，瑞典演員、編劇、導演和作詞人。
- 泰德·斯萊文，英國橄欖球運動員。
- Jiwan Singh Umranangal，84歲，印度政治家。
- O·梅雷迪思·威爾遜，89歲，美國歷史學家和學者，死於腦癌。[28]

### 8日
- 奇卡·扎巴多杰，45－46歲，青藏高原動物保護主義者。
- Rumer Godden，90歲，英國作家（Black Narcissus），死於一系列中風併發症。[29]
- 傑瑪律·卡爾奇哈澤，喬治亞作家。
- 湯瑪斯·亨利·曼寧，86歲，英裔加拿大北極探險家、地理學家、動物學家和作家。[30]
- Jean Marais，84歲，法國演員、作家和雕塑家，死於心血管疾病。[31]
- 朗尼·皮奇福德（Lonnie Pitchford），43歲，美國藍調音樂家和樂器製造商。[32]
- 埃羅爾·塔什（Erol Taş），70歲，土耳其電影演員，糖尿病患者。

### 9日
- 巴亞，66歲，阿爾及利亞藝術家。
- 亨利·多曼，82歲，美國律師和政治家。[33]
- 阿努拉·拉納辛哈（Anura Ranasinghe），42歲，斯裡蘭卡板球運動員，心臟病發作。
- 厄休拉·雷特（Ursula Reit），84歲，德國女演員。[34]
- 弗朗西斯·斯库利，73歲，美國水手和奧運獎牌得主。[35]

### 10日
- 斯韋特蘭娜·貝里奧索娃，66歲，立陶宛-英國首席芭蕾舞演員，死於癌症。[36]
- 彼得·科茨，86歲，英國演員、作家和導演。[37]
- 馬哈茂德·哈桑，78歲，埃及希臘羅馬雛量級摔跤手和奧運獎牌得主。[38]
- 亨利·詹姆斯，78歲，英國公務員（生於1919年）。
- 让·勒雷，92歲，法國數學家。[39]
- Georg Liebsch，87歲，德國羽量級舉重運動員和奧運選手。[40]
- 瑪麗·米勒，62歲，英國女演員（保持外表）和歌手，死於卵巢癌。.[41]
- 哈爾·紐豪斯，77歲，美國棒球運動員（底特律老虎隊），MLB名人堂成員，死於呼吸系統疾病。[42]
- 埃利斯·羅賓遜，87歲，英國板球運動員。

### 11日
- 弗蘭克·布里姆塞克（Frank Brimsek），83歲，美國冰球運動員。[43]
- 派翠克·克蘭西（Patrick Clancy），76歲，愛爾蘭民謠歌手，肺癌。[44]
- 熱拉爾·格裡西（Gérard Grisey），52歲，法國當代古典音樂作曲家，動脈瘤破裂。[45]
- 斐迪南德·庫爾默（Ferdinand Kulmer），73歲，克羅埃西亞抽象畫家。[46]
- 艾倫·誇特勒（Allan Kwartler），81歲，美國佩劍和花劍擊劍運動員。[47]
- 山姆·梅爾伯格（Sam Melberg），86歲，挪威運動跳水運動員和奧運選手。[48]
- 小埃爾維斯·雅各·斯塔爾（Elvis Jacob Stahr， Jr.），82歲，美國政府官員和大學校長。[49]
- Anicet Utset，66歲，西班牙自行車運動員。

### 12日
- 珍妮特·阿爾科里扎，80歲，美國編劇和演員。
- 傑克·傑利諾，74歲，加拿大冰球運動員，死於癌症。[50]
- James H. Gray，92歲，加拿大記者、歷史學家和作家。[51]
- 保羅·霍夫曼，73歲，美國籃球運動員，死於腦瘤。[52]
- 羅伊·霍利斯，72歲，英格蘭足球運動員。[53]
- 阿舍·喬爾（Asher Joel），86歲，澳大利亞政治家和公務員。
- 肯尼·柯克蘭（Kenny Kirkland），43歲，美國鋼琴家和鍵盤手，充血性心力衰竭。[54]
- Lu Ann Meredith，85歲，美國電影女演員。
- Sally Shlaer，59歲，美國數學家、軟體工程師和方法學家。[55]

### 13日
- 唐·畢曉普，64歲，美國橄欖球運動員。[56]
- 約瑟夫·C·布倫，91歲，法裔美國電影攝影師。[57]
- Edwige Feuillère，91歲，法國女演員。[58]
- 瓦莱丽·霍布森，81歲，愛爾蘭出生的女演員，心臟病發作而死。[59]
- 雷德·霍爾茲曼，78歲，美國籃球運動員和教練，死於白血病。[60]
- 亨德里克·蒂默，94歲，荷蘭運動員和奧運獎牌得主。[61]
- 蜜雪兒·特魯多，23歲，加拿大戶外運動者，總理賈斯汀·特魯多的兄弟，死於雪崩意外。[62]
- Ilie Văduva，64歲，羅馬尼亞共產主義政治家。[63]
- 道格·賴特，84歲，英國板球運動員。

### 14日
- Eli Cashdan，93歲，英國拉比。
- 昆汀·克魯，72歲，英國記者、作家、餐館老闆和冒險家。[64]
- 阿爾伯特·弗雷，95歲，瑞士裔美國建築師。[65]
- 雷切爾·霍爾澤，99歲，澳大利亞戲劇演員和導演。

### 15日
- 斯托克利·卡邁克爾，57歲，特立尼達裔美國政治活動家，死於前列腺癌。[66]
- Henryk Chmielewski，84歲，波蘭拳擊手和奧運選手。[67]
- 勞倫斯·克拉德，78歲，美國社會主義人類學家和民族學家。[68]
- 費德里科·克魯特維格（Federico Krutwig），77歲，西班牙巴斯克作家，哲學家和政治家。
- 威廉·T·米勒（William T. Miller），87歲，美國有機化學教授。[69]
- 多麗絲·奈爾斯，93歲，美國舞蹈家。[70]
- 利奧·阿洛伊修斯·珀斯利（Leo Aloysius Pursley），96歲，羅馬天主教會的美國牧師。

### 16日
- 路德維克·達涅克，61歲，捷克斯洛伐克鐵餅擲手和奧運冠軍，心臟病發作而死。[71]
- Tyrone Delano Gilliam， Jr.，32歲，美國被定罪的殺人犯，被注射死刑。[72]
- 穆罕默德·塔奇·賈法里（Mohammad-Taqi Ja'fari），73歲，伊朗學者、哲學家和伊斯蘭神學家。
- 奎妮·麥肯齊（Queenie McKenzie），68歲，澳大利亞原住民藝術家。
- 亞歷山大·斯莫爾奇科夫，78歲，二戰和朝鮮戰爭期間的蘇聯戰鬥機飛行員。
- J.D.薩姆納，73歲，美國福音歌手和詞曲作者。[73]

### 17日
- Kea Bouman，94歲，荷蘭網球運動員。[74]
- Weeb Ewbank，91歲，美式橄欖球教練和職業橄欖球名人堂成員，心臟問題。[75]
- 埃菲姆·蓋勒，73歲，蘇聯棋手和特級大師。[76]
- Jean Herly，78歲，摩納哥外交官和大使。
- Reinette L'Oranaise，80歲，阿爾及利亞歌手。
- 肯尼斯·麥克達夫，52歲，美國連環殺手，被注射死刑。[77]
- 雅克·梅德辛，70歲，法國政治家，心臟驟停而死。[78]
- 米格爾·A·加西亞·門德斯，96歲，波多黎各律師和政治家。
- 迪克·奧尼爾，70歲，美國演員[79]
- 埃丝特·罗尔，78歲，美國女演員，艾美獎得主（1979年），糖尿病。[80]
- 比爾·沃德，79歲，美國漫畫家（火炬）。

### 18日
- Telemaco Arcangeli，75歲，義大利競走運動員和奧運選手。[81]
- 諾瑪·康諾利，71歲，美國女演員。[82]
- 哈爾·大衛斯，65歲，美國詞曲作者和唱片製作人。[83]
- 羅賓·霍爾，62歲，蘇格蘭民謠歌手。
- 珍妮·穆蘭（Jeanine Moulin），86歲，比利時詩人和文學家。[84]
- 奧雷利奧·德·里拉·塔瓦雷斯，93歲，巴西陸軍上將。[85]

### 19日
- 路易士·杜蒙，法國人類學家。[86]
- 藤田哲也，78歲，日裔美國氣象學家。[87]
- 阿爾弗雷德·肯·加特沃德（Alfred 'Ken' Gatward），84歲，二戰期間的英國皇家空軍飛行員。[88]
- 厄尔·金（Earl Kim），78歲，美國作曲家和音樂教育家，肺癌。[89]
- 威廉·J·麥卡錫，79歲，美國勞工領袖。
- 艾倫·帕庫拉，70歲，美國電影導演和製片人，交通事故。[90]

### 20日
- 羅蘭·阿方索（Roland Alphonso），67歲，牙買加男高音薩克斯管演奏家。[91]
- 瑪麗安·布蘭迪斯（Marian Brandys），86歲，波蘭作家和編劇。
- 喬治·布羅菲（George Brophy），72歲，美國棒球主管。[92]
- 霍華德·威爾遜·埃蒙斯（Howard Wilson Emmons），86歲，美國機械工程教授。[93]
- 梅雷迪思·古爾丁（Meredith Gourdine），69歲，美國物理學家、運動員和奧運獎牌得主。[94]
- 約翰·格裡梅克（John Grimek），88歲，美國健美運動員和舉重運動員。[95]
- Cec Luining，67歲，加拿大足球運動員。
- 馬里奧·奧羅斯科·里維拉，68歲，墨西哥壁畫家和畫家。
- 迪克·西斯勒，78歲，美國棒球運動員、教練和經理。[96]
- 加林娜·斯塔羅沃伊托娃，52歲，蘇聯持不同政見者，被槍殺。[97]

### 21日
- 湯瑪斯·伯明罕，美國耶穌會牧師和古典學者。[98]
- Dariush Forouhar，69-70歲，伊朗泛伊朗主義政治家，被謀殺。
- 奧托·弗蘭克爾，98歲，奧地利裔澳大利亞遺傳學家。[99]
- 戴夫·霍夫曼，41歲，美式橄欖球運動員，死於交通事故。[100]
- 賈爾斯·佩萊林，91歲，美國橄欖球運動員。
- Alvin P. Shapiro，77歲，美國醫生和教授，死於腎衰竭併發症。[101]
- 奧蒙德·R·辛普森，83歲，美國海軍陸戰隊軍官。[102]
- Fabian Ver，78歲，菲律賓軍官，肺部併發症。
- Nosson Meir Wachtfogel，88歲，俄裔美國東正教拉比。

### 22日
- 哈蘭·派克·班克斯，85歲，美國古植物學家和植物學家。
- 弗拉基米爾·傑米霍夫，82歲，蘇聯科學家和器官移植先驅。[103]
- 亨利·漢普頓，58歲，美國電影製片人。[104]
- 米科瓦伊·科扎基維奇（Mikołaj Kozakiewicz），74歲，波蘭政治家、公關人員和社會學家。
- 哈裡·萊曼（Harry Lehmann），74歲，德國物理學家。
- 塞萊斯特·門多薩，68歲，古巴歌手。[105]
- 霍爾特·拉斯特，81歲，美式足球運動員。
- Jack Shadbolt，89歲，加拿大畫家。[106]
- Stu Ungar，45歲，美國職業撲克，二十一點和杜松子酒拉米酒玩家，死於心臟問題。[107]

### 23日
- Lamar McHan，65歲，美式橄欖球運動員和教練，心臟病發作而死。[108]
- 吉恩·摩爾，88歲，美國設計師和櫥窗設計師。[109]
- 丹·奥斯曼，35歲，美國極限運動從業者，死於攀岩事故。
- 拉爾夫·菲力浦斯，85歲，美國數學家和學者。
- 唐·雷，77歲，美國籃球運動員。[110]
- Eugen Seiterle，84歲，瑞士手球運動員和奧運獎牌得主。[111]

### 24日
- Len Barnum，86歲，美國橄欖球運動員。[112]
- 約翰·查德威克，78歲，英國語言學家和古典學者，破譯了線性B。[113]
- Minnette de Silva，80歲，斯裡蘭卡建築師。
- Eprime Eshag，80歲，伊朗經濟學家。[114]
- 圭多·菲戈內，71歲，義大利體操運動員。[115]
- 尼古拉斯·庫爾蒂，90歲，匈牙利裔英國物理學家。[116]
- George F. Sprague，96歲，美國遺傳學家和研究員。
- 西奧多·斯特朗（Theodore Strongin），79歲，美國音樂評論家、作曲家、長笛演奏家和昆蟲學家。[117]
- 尼古拉·坦霍夫（Nikola Tanhofer），71歲，克羅埃西亞電影導演、編劇和攝影師。[118]

### 25日
- 羅伯特·艾斯納，76歲，美國作家和經濟學家，死於骨髓疾病。[119]
- 纳尔逊·古德曼，92歲，美國哲學家。[120]
- 帕爾梅什瓦爾·納拉揚·哈克薩爾，85歲，印度外交官。[121]
- 安瓦爾·梅斯巴，85歲，埃及舉重運動員和奧運冠軍。[122]
- 恩里科·薩巴蒂尼，66歲，義大利服裝設計師和製作設計師，交通碰撞[123]
- Fiatau Penitala Teo，87歲，圖瓦盧政治人物。
- 菲力浦·威爾遜，64歲，美國喜劇演員和演員，死於肝癌。[124]

### 26日
- 傑拉爾德·巴特裡克，51歲，威爾士網球運動員。[125]
- 查理斯·莫伊希·特·阿拉瓦卡·貝內特，85歲，紐西蘭廣播員，軍事領導人和公務員。
- 邁克·卡爾弗特，85歲，英國陸軍軍官。
- 程民德，81歲，中國數學家。
- O.愛默生，90歲，美式足球運動員。[126]
- 藤川堯，90歲，美國插畫家和兒童作家。[127]
- 湯姆·里昂，83歲，蘇格蘭足球運動員。[128]
- 埃德·史密斯，69歲，美國籃球運動員（紐約尼克斯隊）。[129]

### 27日
- 芭芭拉·阿克林（Barbara Acklin），55歲，美國靈魂歌手和詞曲作者，肺炎。[130]
- 威廉·巴克斯特（William Baxter），69歲，美國法學教授。[131]
- 格洛麗亞·富爾特斯（Gloria Fuertes），81歲，西班牙詩人和兒童作家，肺癌。[132]
- 約瑟夫·伊塞威恩（Jozef IJsewijn），65歲，佛蘭芒拉丁主義者。[133]
- 道格拉斯·勒潘（Douglas LePan），84歲，加拿大外交官、詩人、小說家和文學教授。[134]
- 赫爾曼·穆雷（Herman Murray），89歲，加拿大冰球運動員。[135]
- 安德列·謝爾蓋耶夫（Andrey Sergeev），65歲，俄羅斯作家和翻譯家，交通事故。[136]
- 薇姬·維迪卡斯（Vicki Viidikas），50歲，澳大利亞詩人。[137]

### 28日
- 但丁·法塞爾（Dante Fascell），81歲，美國政治家，結直腸癌。[138]
- 弗雷德里克·威廉·弗雷金（Frederick William Freking），85歲，美國羅馬天主教會主教，肺氣腫。
- M·唐納德·格蘭特（M. Donald Grant），94歲，美國棒球主管（紐約大都會隊）。[139]
- 羅伯塔·凱維爾森（Roberta Kevelson），67歲，美國學者和符號學家。[140]
- 詹姆斯·盧卡斯（James C. Lucas），86歲，美國罪犯，惡魔島監獄的囚犯。
- 奧吉·斯科特（Augie Scott），77歲，英國足球運動員和經理。[141]
- 莫裡斯·塞納夫（Maurice Seynaeve），91歲，比利時越野自行車手。[142]
- 約翰·斯坦福（John Stanford），60歲，美國陸軍軍官。[143]
- 克里·溫德爾·索恩利，60歲，美國反主流文化人物和作家，心臟病發作而死。[144]

### 29日
- 羅伊·貝納維德斯（Roy Benavidez），63歲，美國陸軍特種部隊成員和榮譽勳章獲得者，糖尿病併發症。[145]
- 吉諾·德·多明尼西斯（Gino De Dominicis），51歲，義大利藝術家。
- Maus Gatsonides，87歲，荷蘭拉力賽車手和發明家。
- 傑克·吉伯特（Jack Gilbert），80歲，澳大利亞二戰老兵和橄欖球運動員。
- Giant Haystacks，52歲，英國職業摔跤手，淋巴瘤。
- 佩佩·卡萊（Pépé Kallé），46歲，剛果音樂家，心臟病發作。[146]
- 弗蘭克·拉鐵摩爾（Frank Latimore），73歲，美國演員。[147]
- 日沃金·帕夫洛維奇，65歲，南斯拉夫和塞爾維亞電影導演、作家和畫家。
- 羅賓·雷（Robin Ray），64歲，英國廣播員，演員和音樂家，肺癌。[148]
- 吉姆·特納（Jim Turner），95歲，美國棒球運動員。[149]
- George Van Eps，85歲，美國搖擺和爵士吉他手，肺炎。[150]

### 30日
- 谭宗尧，54岁，中国大陆话剧表演艺术家。
- 彭蒂·阿尔托，81歲，芬蘭語言學家，死於心臟病。[151]
- 阿卜杜拉·穆蒂，68歲，孟加拉國教育家和作家。
- 露絲·克利福德，98歲，美國女演員。[152]
- 阿爾福·法拉利，74歲，義大利自行車運動員。
- 傑西·萊萬，72歲，美國棒球運動員。[153]
- Ad Liska，92歲，美國棒球投手。[154]
- 西蒙·恩科利，41歲，南非反種族隔離和同性戀權利活動家，死於愛滋病。
- 約翰尼·羅文蒂尼，88歲，美國演員。[155]
- 菲力浦·斯特林，76歲，美國演員。[156]
- 詹姆斯·斯特勞赫，77歲，美國奧運擊劍運動員。[157]
- 瑪格麗特·沃克，83歲，美國詩人和作家，死於乳腺癌。[158]